# Rita Giménez García
Rita Giménez García, més coneguda com a Rita la Cantaora (Jerez de la Frontera, Cadis; 1859 - Sorita, Els Ports, 1937), va ser una cantaora de flamenc espanyola, famosa en els cafès cantants de l'època.

## Biografia
Des de molt jove, Rita va destacar pels seus dots tant per al cant com per al ball flamenc, que més tard es convertirien en el seu mitjà de vida. La seua carrera va començar a la ciutat de Jerez de la Frontera, on un agent teatral la va descobrir cantant cobles. Després d'això va decidir contractar-la perquè actuara al costat de Juana La Macarrona i el cantaor Antonio Ortega, també conegut com Juan Breva, en els cafès cantants madrilenys, entre ells el famós Cafè Romero situat al carrer Alcalá.
Entre 1884 i 1895, Rita va tindre l'oportunitat de treballar en diverses ocasions juntament amb d'altres artistes de primeríssim nivell, com José Barea, María la Macarrona, les Borriqueras, el Malagueño, etc. Tal va ser el seu èxit que, en 1885, la revista El Enano li va dedicar uns versos en els quals elogiava la seua gran bellesa i gràcia:
La Cantaora va començar a aparèixer en els cartells d'un dels escenaris més grans i famosos per cantaores, balladores i guitarristes de l'art flamenc, el Liceu Ríus de Madrid, que més tard va ser canviat el nom Saló Varietades després d'una reforma.
Al març de 1892, va actuar en una funció benèfica a Madrid, que va consistir en la representació de l'obra Mi mismo nombre. L'agost d'aquest mateix any, també va formar part de la pantomima La feria de Sevilla, al costat del cantant Juan Bacora i la ballarina Soledad Menéndez.
En 1897, va tornar a compartir escenari amb La Macarrona i Barea, entre altres artistes, en el ja renovat Saló Varietades. El 1901, la revista Alrededor del mundo va fer referència a Rita en un dels seus reportatges com «una de les millors cantaoras flamenques del moment». Un any més tard, va participar de nou en actuacions en el Saló Varietades al costat de Paca Aguilera.
El 1906, va figurar en el quadre flamenc del Café del Gato. Durant els anys següents va actuar amb altres grans artistes de l'època, com Fosforito el Viejo o Antonia Gallardo Rueda, el nom artístic del qual era La Coquinera; i després, al llarg dels anys vint, amb Manuel Pavón i Manuel Escacena, arribant a ser una de les figures més destacades dels cafès cantants de la capital espanyola a principis del segle xx.
Durant la seua trajectòria artística, desenvolupada principalment a Madrid, va destacar dins del gènere de les cobles, sobretot per malaguenyes i soleares, encara que també va interpretar estils festius com buleríes.
Encara que a la fi dels anys vint Rita ja era bastant coneguda en tot Espanya, no dubtava a actuar allí on fóra sol·licitada malgrat guanyar tan sols «tres duros diaris».
L'atrafegada vida artística que va portar durant els seus primers anys va ser impossible d'aguantar amb el pas del temps, per la qual cosa la seua carrera va començar a ressentir-se'n. En una entrevista concedida a la revista La Estampa en 1934, ella mateixa va admetre que, malgrat haver viscut «com una reina», al final de la seua vida era més «probe que les rates».
L'última actuació en públic va tindre lloc tres anys abans de la seva mort, el 1934, en el Cafè de Magallanes de Madrid, amb motiu d'un festival benèfic que va reunir a altres artistes veterans com La Coquinera o Fosforito, que va ser el que la va convocar per a l'esdeveniment. Cantà dos cançons: una malaguenya de Fosforito, Desde que te conocí i Males que acarrea el tiempo, de la Serneta i Enrique El Mellizo. Segons relata la revista Er Compá, la pròpia Rita es va mostrar orgullosa d'haver pogut participar en un festival així tot i tindre 75 anys.
Rita va haver de guanyar-se la vida amb el seu talent en el cante flamenc des de molt primerenca edat. Del seu Jerez natal es va traslladar a Madrid, on va viure gran part de la seua vida. Allí va tenir l'oportunitat d'alternar-se amb alguns dels artistes més importants del flamenc de l'època, i amb molts d'ells, va aconseguir entaular una amistat. Va ser íntima de Fosforito, La Paloma, Les Coquineras, i més tard de Manuel Pavón Varela “Maneli” i de Manuel Escacena “Cabeza de Pepino”.
Després de conèixer i fer-se amiga del ballador Patricio el Feo, va anar amb ell a viure a Carabanchel Alt. Allí va conèixer al volquetero Manuel González Flores, a qui considerava el seu marit. Est era vidu i tenia una filla i quatre nets. Quan Manuel va morir de forma sobtada el 1930, Rita es va fer càrrec d'ells i va dedicar la resta de la seua vida a conviure ajudant-li en els quefers de la casa.
Va morir el 29 de juny de 1937 a causa d'una asistolia, quan tenia 78 anys d'edat. La seua mort es va produir a Sorita, on va ser evacuada en qualitat de refugiada per les autoritats amb la resta d'habitants de Carabanchel el 1936 a causa de l'inici de la Guerra civil espanyola.
Ha quedat en la cultura popular amb expressions com «va a anar Rita la Cantaora», «t'ho va a pagar Rita la Cantaora», «que treballe Rita la Cantaora», entre d'altres, per a expressar que no es vol anar a un lloc, que no existeix la intenció de pagar un deute o que no es vol realitzar un treball, respectivament. L'ús d'estes expressions és tan comuna, que moltes persones pensen que es tracta d'un personatge fictici.